# Marcos Rivadeneira Silva
Marcos Rivadeneira Silva es restaurador de obras de arte, artista, poeta y gestor cultural ecuatoriano, nacido en Quito en 1963. Ha sido un reconocido representante de las nuevas voces poéticas del Ecuador.

## Biografía
Nació en Quito, el 11 de enero de 1963. Es el segundo hijo de  Raúl Rivadeneira Cueva (Quito)y  Blanca Silva Molina (Guayaquil).
Durante sus estudios primarios (6 años), su tutora sorprendida por su habilidad al dibujo, insistió con sus padres, para que ingresara a la Escuela de Artes. En 1980 inicia estudios de Medicina, que no terminaría. Tras batallar con sus permanentes necesidades artísticas y los estudios convencionales, ingresa a estudiar Restauración y Museología en la Universidad Tecnológica Equinoccial en 1987, sus estudios de especialización en Conservación de papel los realiza en Italia, España, Chile, Brasil y Japón. 
Es becario del Centro Internacional de Estudios para la Conservación y la Restauración de los Bienes Culturales por dos ocasiones: para el Curso de Conservación de Archivos para América Latina y El Caribe en 1994.  Y para el Centro Nacional de Patrimonio Cultural de Tokio, en el Japanese Paper Conservation course 1996. 
La Restauración y Museología le permitieron hacerse cargo de importantes restauraciones del país después del terremoto en Quito del 5 de marzo de 1987. Uno de los proyectos cumbres, fue el rescate y conservación de la Biblioteca Histórica del Convento Máximo de la Merced de Quito, realizado con fondos del Getty Center y con coordinación de la Fundación Caspicara de Quito, desde 1994 – 1997.
Fue contratado para la restauración de obras de Rembrandt, Rubens, Tiziano Vecellio, Raphael, Miguel Ángel, Picasso, Dalí, Guayasamín, Wifredo Lam, entre otros. 
El descubrimiento de 300 dibujos del pintor ecuatoriano  Joaquín Pinto en las bodegas del Museo de la Casa de la Cultura Ecuatoriana fue un acontecimiento único en Ecuador porque no se conocía su existencia. Esta colección de Pinto fue restaurada en su totalidad por Rivadeneira. Actualmente las obras se encuentran en exhibición en varios museos de ese país. 
Una importante restauración se llevaría a cabo en 2020, durante la pandemia, Rivadeneira intervino el Libro Verde, que contiene las actas de Cabildo de la Ciudad de Quito, desde su fundación. 
Sus estudios autodidactas de pintura con bases en las técnicas de restauración y con enseñanzas de su abuelo paterno Julio Ernesto Rivadeneira Salgado profesor de la escuela de artes fueron las bases para su producción artística.
Su interés por la poesía lo descubrió a través de la restauración de libros antiguos, este despertar poético lo llevó a inscribirse en talleres de literatura creativa. Juan Carlos Cucalón sería su primer maestro y Raúl Serrano Sánchez en el taller literario de la Universidad Simón Bolívar en 2012. Ha participado en numerosos festivales y encuentros de poesía en Argentina, Chile, Perú, Cuba, Colombia (Cartagena de Indias), en México en el Festival Internacional Mundo Latino y Ecuador y ganado varios premios de arte y de literatura. En 2014 es reconocido con el Premio Nacional de Poesía "Paralelo Cero" en Ecuador.

## Obras
Dos líneas han marcado las publicaciones de Rivadeneira. La primera es la una línea técnica en el área de la conservación de documentos, en donde ha publicado: 
- Historia y fabricación de papel. Cuaderno técnico de Restauración y Museología.
- Glosario de términos técnicos para Restauración y Museología. Marcos Rivadeneira y Guillermo Narváez ISBN 9789942907745
- Glosario para Restauración y Museología 2020
- Breve Historia del Libro ISBN 9789942857477
- Historias entretenidas de la Historia ISBN 9789942899484

La segunda línea es literaria, enfocada en libros de poesía: 
- Hermano Sol Hermana Muerte. ISBN 9789978348758
- La Brazada Final. Poemario.[2] ISBN 9789978348994
- Los Días de la Aldaba, por la UNEAC, con auspicio del Festival Internacional de Poesía de La Habana, y el Movimiento poético mundial. ISBN 9789593021531
- SOMBRA SOBRE SOMBRA. Imaginante Editorial. Colección Plustiplum. 2018 Buenos Aires - Argentina. ISBN 978-987-4182-69-2[3]
- FRAGMENTOS. Colección Poesía. SILVA EDITORIAL 2018 Quito - Ecuador. ISBN 9789942857439
- LA SILLA TURCA Colección Poesía. Silva Editorial 2020 ISBN 9789942857459
- ADRIANA Colección Poesía. Silva Editores. 2023 ISBN 9789942899460

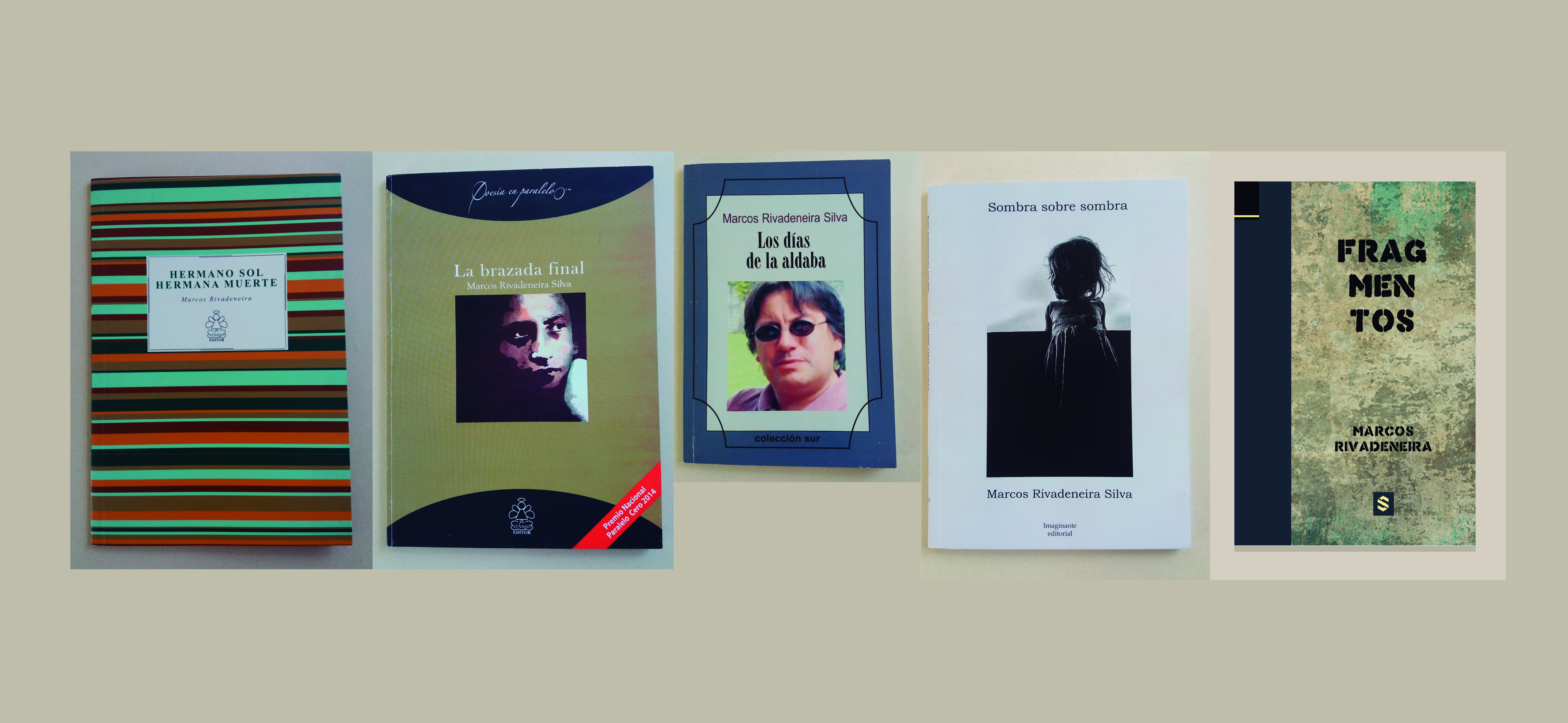

La obra de Rivadeneira ha sido publicada en varias revistas virtuales de importancia internacional, entre las que se destacan: 
Revista Literaria Metaforología,  revista electrónica de literatura que tiene como principal objetivo la difusión de las creaciones literarias contemporáneas en los géneros de Poesía, Cuento y Ensayo; esto mediante publicaciones digitales que demuestren seriedad, honestidad y excelencia tanto al autor como al lector. Metaforología es dirigida por la poeta Ana Cecilia Blum; y su publicación en la red mundial cuenta con el aporte del Fondo de Poesía para las Américas. Su sede está en Miami.
La Raíz Invertida, Revista Latinoamericana Virtual de Poesía. Es un espacio diseñado para el rescate de la tradición poética de Latinoamérica y la promoción del trabajo de escritores de diferentes latitudes y generaciones. La raíz invertida es coordinada por un Colectivo literario en Colombia.

## Antologías Poéticas
- Poesía en Paralelo Cero Antología del 6.º Encuentro Internacional de Poetas Ecuador 2014.
- Antología Juegos Florales Concurso Nacional de Poesía 2012. Casa de la Cultura Ecuatoriana Núcleo de Tungurahua. Sin registro.
- Un solo mare e la parola. Associazione Grecam. Italia. ISBN 978-88-942218-0-0

## Premios
- Medalla de oro mejor egresado de la carrera de Restauración y Museología 1990.[cita requerida]
- Premio Salón Nacional de arte con papel. Banco Central del Ecuador 1990.[cita requerida]
- Premio Universitario de Pintura. Universidad Tecnológica Equinoccial 1996.[cita requerida]
- Premio Interuniversitario de Arte. Universidad Tecnológica Equinoccial 1997.[cita requerida]
- Mención en Salón Nacional de Poesía Juegos Florales Casa de la Cultura Ecuatoriana núcleo de Tungurahua 2012.[cita requerida]
- Premio Coca Cola a los Poetas Locos 2013.[cita requerida]
- La ciudad de Esmeraldas le entrega la Llave de la ciudad en reconocimiento a su trayectoria poética.
- Premio Nacional de Poesía Paralelo Cero 2014.[6]